# Pável Pardo
Pável Pardo Segura (født 26. juli 1976 i Guadalajara, Mexico) er en tidligere mexicansk fodboldspiller (defensiv midtbane).
Pardo startede sin seniorkarriere i 1993, og spillede frem til 2006 i hjemlandt, primært for Mexico City-klubben América, hvor han var med til at vinde to mexicanske mesterskaber. Herefter skiftede han til europæisk fodbold, hvor han skrev kontrakt med den tyske Bundesliga-klub VfB Stuttgart.
I Stuttgart var Pardos første sæson særdeles succesfuld. Han spillede 33 af turneringens 34 kampe, og var med til at sikre holdet det tyske mesterskab for første gang siden 1992. Han fortsatte karrieren i klubben frem til 2009, hvor han vendte tilbage til América. Her spillede han de følgende to sæsoner inden han afsluttede karrieren med halvanden sæson i den amerikanske Major League Soccer hos Chicago Fire.
Pardo nåede over en periode på 13 år at spille hele 148 kampe og score 11 mål for Mexicos landshold, hvilket gør ham til den næstmest benyttede spiller i landsholdets historie, kun overgået af Claudio Suárez. Hans første landskamp var en venskabskamp på udebane mod Frankrig 31. august 1996, mens hans sidste optræden i landsholdstrøjen fandt sted 6. juni 2009 i en VM-kvalifikationskamp mod El Salvador.
Han repræsenterede sit land ved en lang række internationale slutrunder, heriblandt VM i 1998 i Frankrig og VM i 2006 i Tyskland. Han var også med til at vinde guld ved de nordamerikanske mesterskaber CONCACAF Gold Cup i både 1998 og 2003, samt ved Confederations Cup 1999 på hjemmebane.

## Titler
Liga MX
- 2002 og 2005 América

CONCACAF Champions League
- 2006 med América

Bundesligaen
- 2007 med VfB Stuttgart

Confederations Cup
- 1999 med Mexico

CONCACAF Gold Cup
- 1998 og 2003 med Mexico